# Bande dessinée politique
La bande dessinée politique est un genre de bande dessinée consacré à la politique, la plupart du temps traitée sous le point de vue de l'humour. Les premières bandes dessinées sont conçues comme des satires sociales et politiques pour un public adulte et lettré et elles prennent position dans le débat public.

## Histoire

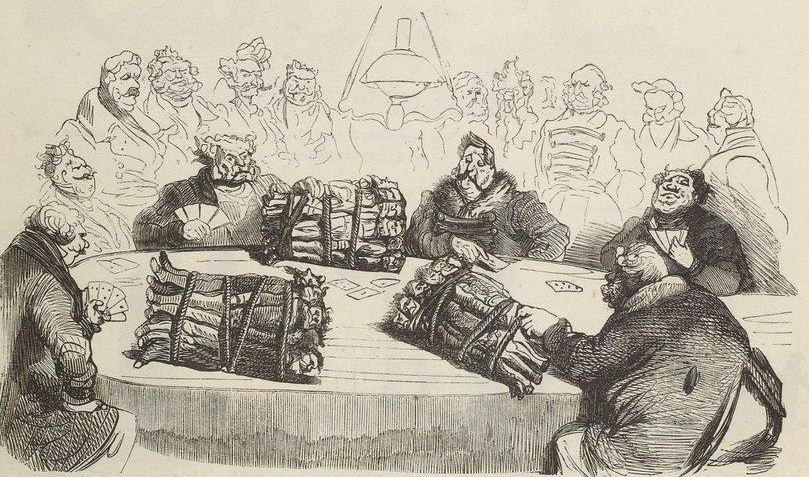
Gustave Doré : dessin extrait de l'Histoire pittoresque, dramatique et caricaturale de la sainte Russie (réédition de 1974 sous le titre Les Russes).

Les dessins politiques commentent l'actualité, la politique et les personnalités politiques ; ils sont diffusés par la presse écrite ou électronique dans les pays où règne la liberté d'expression. Ce genre procède par la satire et les allusions. Ces dessins portent sur des éléments bien connus afin que le destinataire identifie aussitôt le sujet.
Le théoricien Thierry Groensteen estime que la bande dessinée naît de l'idée de Rodolphe Töpffer avec Les Amours de monsieur Vieux Bois (créée en 1827, publiée en 1837). Seule Monsieur Cryptogame, avec l'aide du caricaturiste Cham, paraît dans la presse en 1845 sous forme de 11 épisodes. Or, « Töpffer est un satiriste » et, dans les décennies qui suivent, les artistes dans son sillage emploient la bande dessinée comme critique sociale pour un public adulte, cultivé et aisé. Dès l'origine, la bande dessinée « s'intéresse à la politique et intervient dans le débat public » : les albums sont « de véritables pamphlets », comme l'Histoire d'Albert (Töpffer, 1845), l'Histoire de la Sainte Russie (Gustave Doré, 1854), des récits anarchistes de Nadar en 1848-1849, Thaten und Meiningen des Herr Pipemeyer (Adolph Schroedter, 1848). Lorsque la loi du 29 juillet 1881 favorise la libération de la presse, de nombreux périodiques d'humour paraissent et recourent largement à la caricature, y compris par des séquences narratives en images. Ce n'est qu'avec La Famille Fenouillard de Christophe, publiée à partir de 1889, que la presse enfantine française s'empare à son tour de la bande dessinée.

### En Argentine
Dans les années 1970, Alberto Breccia, son frère Enrique et Hector G. Œsterheld s'associent pour Le Che, bande dessinée biographique sur Che Guevara ; la junte militaire ayant pris le pouvoir en 1976, l'ouvrage est précipitamment dissimulé.

### En Belgique
Lorsque Hergé commence sa carrière d'auteur de bande dessinée, il publie Tintin au Pays des Soviets (1930) ; ses narrations suivantes comportent également des allusions aux actualités internationales, certains marqués par une dimension satirique comme Tintin en Amérique.
Hermann, s'inspirant de la guerre en Bosnie, publie en 1995 Sarajevo Tango. Jean-Philippe Stassen crée plusieurs œuvres portant sur le génocide des Tutsi au Rwanda en 1994, notamment le célèbre Déogratias (2000).

### Au Canada
L'éditeur Drawn & Quarterly propose en 2002 Berlin, City of Stones, de Kurt Severing et Marthe Müller, sur l'histoire allemande pendant la République de Weimar et le Troisième Reich.

### Aux États-Unis
À partir de 1980, Art Spiegelman publie Maus, célèbre ouvrage sur la Shoah. Joe Sacco publie plusieurs ouvrages commentant la politique, en particulier le diptyque Palestine à partir de 1993, puis des ouvrages sur la Bosnie comme Gorazde, qui le situent entre bande dessinée et reportage. Joe Kubert livre en 1997 une bande dessinée sur le conflit en Bosnie-Herzégovine : Fax de Sarajevo.

### En France
Les premières bandes dessinées, conçues comme une satire politique et sociale, investissent d'emblée les thèmes de la politique et du débat public. 
En France, les caricaturistes figurent depuis la fin de l'Ancien Régime les diverses figures politiques qui se succèdent à la tête du pays (depuis celles représentant Louis XVI et Marie-Antoinette notamment). Pendant la monarchie de Juillet, Daumier réalise plusieurs caricatures d'hommes politiques dont une représentant le roi Louis-Philippe lui vaut la prison.[réf. souhaitée]
Bécassine, de Jacqueline Rivière, Caumery et Joseph Pinchon présente en 1912 un épisode intitulé Bécassine fait de la politique puis d'autres lors d'évènements d'ampleur internationale : Bécassine pendant la Grande Guerre, Bécassine chez les Alliés, Bécassine mobilisée, Les Petits Ennuis de Bécassine. Les Pieds nickelés interviennent dans les Balkans et pendant la Première Guerre mondiale. Dans les années 1930-1940, Vica, « ouvertement raciste et antisémite », collabore à plusieurs périodiques par ses œuvres pro-nazies.
En septembre 1960 paraissent les premiers numéros d'Hara-kiri, réunissant des auteurs comme Jean-Marc Reiser, Cabu, Gébé, Georges Wolinski et Willem pour s'orienter vers la satire politique. En novembre 1970, le journal cède la place à Charlie Hebdo, suivi de La Grosse Bertha, tandis que s'impose une nouvelle génération de polémistes, comme Luz et Tignous.
Des auteurs publient des œuvres où transparaissent des causes sociales, comme le scénariste Pierre Christin qui, avec Jean-Claude Mézières, crée Valérian et Laureline (1967), narration abordant des thèmes comme « le pacifisme, le féminisme ou l'écologie » ; le même scénariste, avec Jacques Tardi et Enki Bilal, entreprend les Légendes d'aujourd'hui, notamment le récit Partie de chasse (1983), que la critique décrit comme « la première bande dessinée sur la glasnost ». Les deux dessinateurs poursuivent leur exploration de thèmes politiques : Tardi par des adaptations comme La Der des Ders avec Didier Daeninckx et Le Cri du peuple de Jean Vautrin, tandis que Bilal compose La Trilogie Nikopol et Le Sommeil du Monstre ; Frank Giroud écrit également des scénarios engagés. À partir de l'an 2000, Marjane Satrapi entreprend Persepolis dans lequel elle décrit les évènements politiques en Iran depuis 1979.
À partir des années 1970, des dessinateurs de presse publient des albums compilant leurs dessins parus (notamment Pétillon, Cabu, Calvi, Tignous et Charb)[réf. souhaitée]. En 2006 est publiée la bande dessinée politique La Face karchée de Sarkozy, album composé d'une histoire complète avec une structure narrative ; c'est un succès, les ventes dépassant les 200 000 exemplaires. Parmi les autres succès, Quai d'Orsay, qui raconte la vie d'un ministre des Affaires étrangères, librement inspiré de Dominique de Villepin. Yves Derai, auteur de Rachida, aux noms des pères, décrypte ce mode d'expression : « dans la BD, les situations sont plus efficaces. Tout le monde sait [que celle-ci] permet de forcer le trait, de mélanger fiction et réalité ». Éditeur chez 12 bis, Laurent Muller note que si un bon tirage commence avec 5 000 exemplaires, ce sont les personnages de droite, de fort tempérament (Nicolas Sarkozy, Charles Pasqua ou Rachida Dati) qui se vendent le mieux, les albums avec des personnalités politiques de gauche se vendant moins bien. Dans Les Échos en 2010, un article relève le succès de Sarkozy et ses femmes, Quai d'Orsay et, dans une moindre mesure, La Droite ! Petites trahisons entre amis.
En 2013, Rachida Dati demande au juge des référés de Versailles d'interdire la bande dessinée qui lui a été consacrée, pour atteinte à la vie privée, réclamant 100 000 euros de dommages et intérêt pour elle et sa fille. Elle est déboutée, le juge considérant que l'ouvrage « ne dépasse pas les lois de la satire politique ».